# Kuratorium „Notstand der Demokratie“
Das Kuratorium „Notstand der Demokratie“ war ein „Zusammenschluss aus Vertreterinnen und Vertretern der Studierenden, der Wissenschaft, Kultur, Gewerkschaften und Kirchen“, der sich gegen die in der Bundesrepublik seit Mitte/Ende der 1950er Jahre geplanten und bis 1968 (nach und nach) verabschiedeten – zunächst ‚einfachen‘, dann auch verfassungsändernden – Notstandsgesetze wandte:

## Kongress 1966 in Frankfurt am Main
„Das im August 1966 gegründete Kuratorium ‚Notstand  der  Demokratie‘ hatte seinen Sitz im Haus der IG Metall in Frankfurt, die das Kuratorium […] finanziell unterstützte,  […]. Der Kongreß […, den das Kuratorium am] 30. Oktober 1966 [veranstalte, ] war […] Höhe- und Endpunkt der einheitlichen Protestbewegung von Studenten, Wissenschaftlern und  Gewerkschaftern [gegen die Notstandsgesetze].“ Vor den 20.000 Teilnehmern, darunter tausende junge Gewerkschafter, sprach am 30. Oktober 1966 Georg Benz neben Ernst Bloch und anderen namhaften Persönlichkeiten auf der Kundgebung. In Anwesenheit von Otto Brenner, der das Zustandekommen des Kuratoriums und seine Arbeit maßgeblich unterstützte, begründete Benz die Ablehnung der Notstandsgesetze  aus gewerkschaftlicher Sicht, kritisierte aber auch die Distanz des DGB und einiger seiner Gewerkschaften.
Die Abschlussrede bei dem Kongress wurde von dem Rechtswissenschaftler Helmut Ridder, der unter anderem mit einem Gutachten zum Thema Verfassungsrechtliche Stellung der Gewerkschaften bekannt geworden war, gehalten. Ridder war auch Vorsitzender des Arbeitsausschusses des Kuratoriums „Notstand der Demokratie“.

## Demonstration in Bonn 1968

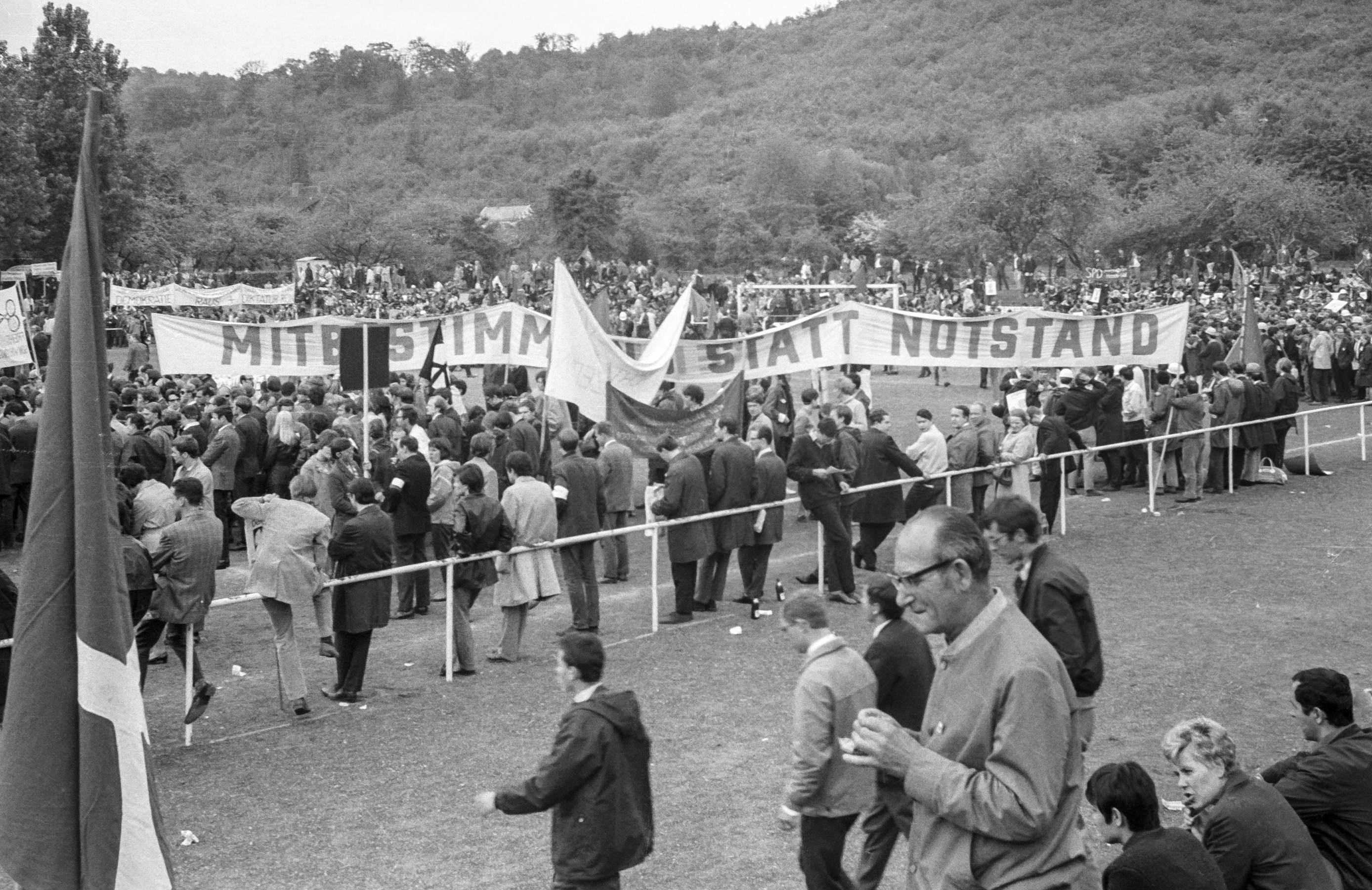
Demonstration am 11. Mai 1968 im Rahmen eines Sternmarsches auf die damalige Hauptstadt Bonn gegen die geplanten Notstandsgesetze

„Das Kuratorium ‚Notstand der Demokratie‘ und die ‚Kampagne für Demokratie und Abrüstung‘ protestier[t]en [am 11. Mai 1968 im Rahmen eines Sternmarschs in Bonn] gegen die geplanten Notstandsgesetze der Großen Koalition.“.

## Sekretär: Helmut Schauer (SDS / IG Metall)
Sekretär des Kuratoriums war Helmut Schauer; auf der – von der Bayerischen Staatsbibliothek verantworteten – Webseite 1000dokumente.de heißt es:
„Die Gewerkschaften nutzten die intellektuellen Kapazitäten von Juristen wie Wolfgang Abendroth, Heinrich Hannover und Juergen Seifert, um eine fundierte Argumentation gegen die Notstandsgesetze aufzubauen; und die Intellektuellen wussten die Gewerkschaften als finanzielle und organisatorische Kraft sowie als Einflussfaktor in die SPD-Bundestagsfraktion hinein zu schätzen. So kam es nicht von ungefähr, dass Helmut Schauer, der Vorsitzende des SDS und Sekretär des Kuratoriums ‚Notstand der Demokratie‘, schließlich 1966 Angestellter der IG Metall wurde, die ihm Büroräume und Hilfskräfte für die Kampagne gegen die Notstandsgesetze zur Verfügung stellte.“

## Geschichtliche Einordnung
Das Kuratorium war Teil der Außerparlamentarischen Opposition der damaligen Zeit.

## Werke
- Stellungnahme des Kuratoriums Notstand der Demokratie: in: Informationen zur Abrüstung[11] Nr. 45/46 vom April/Mai 1967 auf S. 20 (Retro-Digitalisat / Archiv) via https://www.mao-projekt.de/BRD/SRK/001/Informationen_zur_Abruestung_19670400.shtml (Archiv).